# František Müller (geodet)
František Müller (4. září 1835, Libochovice – 21. říjen 1900, Praha) byl český vysokoškolský profesor geodézie.

## Život
Narodil se v rodině vrchního (Oberamtmann) na libochovicko-budínském panství Jana Müllera a jeho manželky Anny, rozené Schneiderové, jako třetí ze šesti dětí. Vystudoval gymnázium v Litoměřicích. V letech 1854–1856 studoval na Polytechnickém ústavu v Praze. Roku 1856 nastoupil jako adjunkt katastrálního měření v Jižním Tyrolsku (Rakouské císařství, dnes Itálie). Studia zakončil v roce 1861. Roku 1863 se stal asistentem na stolici matematiky, roku 1864 asistentem geodézie u profesora Karla Kořistky. Roku 1867 byl jmenován mimořádným profesorem a roku 1868 řádným profesorem geodézie na Císařské a královské české vysoké školy technické v Praze. Ve dvou funkčních obdobích (1887–1888, 1896–1897) byl jejím rektorem. Do penze odešel v roce 1899. Za své zásluhy obdržel Řád železné koruny III. třídy.
Zemřel v Praze roku 1900 ve věku 65 let. Pohřben byl na Olšanských hřbitovech.

### Rodinný život
František Müller byl ženat, s manželkou Marií, rozenou Laminovou (1844–1918) měl dceru (1866–??).

## Dílo
Svou pedagogickou práci začal krátce poté, co byla roku 1863 zahájena vysokoškolská výuka geodézie v českém jazyce. Zásadně se zasloužil o vznik české geodetické terminologie. Jeho nejvýznamnějším dílem je Kompendium geodésie a sferické astronomie, Geodésie nižší, díly I. - III. (na 3. a 4. části spolupracoval a práci dokončil Ing. František Novotný). Bylo to první české dílo, které pojednalo komplexně o nižší geodézii.

## Spisy
- O kvadratuře kruhu: historicko-mathematické pojednání, Zvláštní otisk z vědeckého časopisu Krok, roč. I., 1864, sv. 5-6, roč. II., 1865, sv. 1-4, vydal autor v komisí kněhkupectví Calve-ho, 1865,
- Nivelování a grafické určování výšek 1867 (publikováno též německy pod názvem Graphisches Nivelliren, 1867)
- O planimetru Gaugloffově a o upotřebení polárního planimetru, Zeitschrift für Vermessungswesen, 1879 a 1882
- O směru tížnice, vlivu jeho na geodaetická pozorování vůbec a na určení osy dlouhých tunnelů zvlášť, Zprávy Spolku architektů a inženýrů v Království českém, 1883
- O sférickém excesu, Zprávy Spolku architektů a inženýrů v Království českém, 1886-1887
- O upotřebení anharmonických i harmonických poměrů při řešení některých úloh geodaetických, Archiv für Mathematik und Physik
- Geodésie nižší, díly I. - III., Česká matice technická, Praha, 1903-1905